# 奧德博恩河
51°1′48.9″N 8°23′5.5″E / 51.030250°N 8.384861°E
奧德博恩河（德語：Odeborn），是德國的河流，位於該國西部，處於北萊茵-威斯特法倫州，屬於埃德河的左支流，河道全長21.2公里，流域面積85.1平方公里。